# 13-я пехотная дивизия (Российская империя)
13-я пехотная дивизия — пехотное соединение Русской императорской армии.
Штаб-квартира дивизии: Севастополь (1914). С 1 ноября 1876 г. входила в 7-й армейский корпус.

## История дивизии

### Формирование
Наименования дивизии:
- 06.11.1811—20.05.1820 — 27-я пехотная дивизия
- 20.05.1820—05.08.1833 — 24-я пехотная дивизия
- 05.08.1833—26.04.1835 — 16-я пехотная дивизия
- 26.04.1835—23.01.1918 — 13-я пехотная дивизия

### Боевые действия
27-я пехотная дивизия
Отечественная война 1812 года
- См. статью: Война 1812 года

24-я пехотная дивизия
- В 1830 — 1832 годах участвовала в подавлении польского восстания. В 1831 году временным командующим был Карл Карлович Фези.

13-я пехотная дивизия
К началу Первой мировой войны 13-я дивизия входила в состав VII армейского корпуса Одесского военного округа, ее части располагались в Крыму, штаб - в Севастополе (см. Состав дивизии) .
Дивизия сражалась в Янчинском бою.

11-я армия перешла в наступление в ночь на 23 июля. Генерал Сахаров ввел в дело свой левый фланг — VII армейский корпус генерала Экка, указав ему атаковать в общем направлении на Заложице. 13-я пехотная дивизия имела лихое дело на реке Грабарке у Маркополя, а 34-я дивизия — под Тростянцом. Прорыв полков VII корпуса был назван потом в австрийской «Истории войны» «неотразимым». Мадьярский 4-й армейский корпус был совершенно уничтожен в жарких шестидневных боях, и лишь прибытие из Франции 1-го германского корпуса воспрепятствовало крушению II австро-венгерской армии, а быть может, и падению Львова. Сражение при Заложице было нами выиграно. В 13-й пехотной дивизии 49-й пехотный Брестский полк атаковал Маркополь в ночь на 23 июля через реку Грабарку по грудь в воде.— Керсновский А. А. История Русской армии
В декабре 1917 года 13-я пехотная дивизия был мусульманизирована и в январе 1918 года вошла (без артиллерии) в состав 1-го Мусульманского корпуса на Румынском фронте, с переименованием во 2-ю Мусульманскую стрелковую дивизию.
Приданная дивизии 13-я артиллерийская бригада к январю 1918 года была украинизирована.

## Состав дивизии
На 1812 год: Одесский, Тарнопольский, Виленский, Симбирский пехотные полки, 49-й и 50-й егерские полки; 8100 человек, 211 офицеров.
На нач. XX в.:
- 1-я бригада (Севастополь)
  - 49-й пехотный Брестский Е. И. В. Великого Князя Михаила Михайловича полк
  - 50-й пехотный Белостокский полк
- 2-я бригада (Феодосия)
  - 51-й пехотный Литовский Е. И. В. Наследника Цесаревича полк
  - 52-й пехотный Виленский Е. И. В. Великого Князя Кирилла Владимировича полк
- 13-я артиллерийская бригада (Севастополь)

## Командование дивизии
(Командующий в дореволюционной терминологии означал временно исполняющего обязанности начальника или командира. Должности начальника дивизии соответствовал чин генерал-лейтенанта, и при назначении на эту должность генерал-майоров они как правило оставались командующими до момента своего производства в генерал-лейтенанты).

### Начальники дивизии
- 04.12.1811 — 06.10.1813[~ 1] — генерал-майор (с 31.10.1812 генерал-лейтенант) Неверовский, Дмитрий Петрович
  - 29.05.1813 — 06.10.1813 — командующий генерал-майор Талызин, Фёдор Иванович
- 06.10.1813 — 20.01.1814[~ 2] — командующий генерал-майор Ставицкий, Максим Фёдорович
- 20.01.1814 — 29.08.1814[~ 3] — командующий генерал-майор Засс, Александр Павлович
- 02.08.1815 — 21.11.1815 — командующий генерал-майор князь Гурьялов, Иван Степанович
- хх.12.1815 — 09.04.1816 — генерал-лейтенант Эссен, Пётр Кириллович
- 09.04.1816 — 22.07.1817 — генерал-майор Гогель, Фёдор Григорьевич
- 22.07.1817 — 22.08.1829 — генерал-майор (с 21.05.1825 генерал-лейтенант) Савоини, Еремей Яковлевич
- 22.08.1829 — 20.09.1831[~ 4] — генерал-лейтенант Кишкин, Василий Михайлович
- 20.09.1831 — 31.10.1832 — генерал-лейтенант Муравьев, Николай Николаевич
- 31.10.1832 — 07.11.1835 — командующий генерал-майор Маевский, Сергей Иванович
- 07.11.1835 — хх.10.1847[~ 5][~ 6] — генерал-майор (с 18.04.1837 генерал-лейтенант) Соболевский, Степан Герасимович
  - 30.09.1842 — 02.11.1842 — командующий генерал-майор Чичагов, Родион Александрович
  - 02.11.1842 — 30.02.1843 — командующий генерал-майор Лишев, Александр Иванович
  - 13.08.1844 — 15.09.1844 — командующий генерал-майор Румянцев, Павел Петрович
  - 19.01.1845 — 01.05.1846 — командующий генерал-майор Румянцев, Павел Петрович
- 31.10.1847 — 10.04.1848 — генерал-майор (с 06.12.1847 генерал-лейтенант) Степанов, Семён Петрович
- 11.04.1848 — 13.02.1854 — генерал-лейтенант Обручев, Александр Афанасьевич
- 13.02.1854 — 17.09.1855[~ 7] — генерал-лейтенант Ковалевский, Пётр Петрович
- 27.12.1855 — 26.01.1860 — генерал-лейтенант Вагнер, Яков Богданович
- 26.01.1860 — 04.04.1871 — генерал-майор (с 23.04.1861 генерал-лейтенант) Жигмонт, Семён Осипович
- 04.04.1871 — 01.05.1879 — генерал-майор Свиты Е. И. В. (с 05.10.1871 генерал-адъютант, с 10.09.1872 генерал-лейтенант) Рихтер, Оттон Борисович
- 08.05.1879 — 14.07.1884 — генерал-лейтенант (с 08.11.1879 генерал-адъютант) барон Корф, Андрей Николаевич
- 14.07.1884 — 03.05.1886 — генерал-лейтенант Эйзен-фон-Шварценберг, Николай Карлович
- 03.05.1886 — 21.10.1886 — генерал-лейтенант Абрамов, Александр Константинович
- 05.11.1886 — 15.08.1888 — генерал-лейтенант Батьянов, Михаил Иванович
- 15.08.1888 — 19.08.1892 — генерал-лейтенант Глиноецкий, Николай Павлович
- 18.09.1892 — 17.03.1895 — генерал-лейтенант Дохтуров, Дмитрий Петрович
- 20.03.1895 — 28.12.1896 — генерал-лейтенант Филиппов, Владимир Николаевич
- 28.12.1896 — 20.01.1902 — генерал-лейтенант Христиани, Василий Васильевич
- 20.02.1902 — 11.12.1903 — генерал-лейтенант Церпицкий, Константин Викентьевич
- 24.12.1903 — 23.10.1904 — генерал-лейтенант Селиванов, Андрей Николаевич
- 07.11.1904 — 26.10.1905 — генерал-майор (с 06.12.1904 генерал-лейтенант) Брилевич, Александр Васильевич
- 08.02.1906 — 04.05.1907 — генерал-лейтенант Эверт, Аполлон Ермолаевич
- 05.05.1907 — 05.12.1909 — генерал-лейтенант Алексеев, Константин Михайлович
- 20.12.1909 — 05.12.1914 — генерал-лейтенант Вебель, Фердинанд Маврикиевич
- 21.02.1915 — 05.05.1917 — генерал-лейтенант де Гениг Михелис, Евгений Михайлович
- 05.05.1917 — 05.01.1918 — командующий генерал-майор Дженеев, Дмитрий Дмитриевич
- с 05.01.1918 — (вр. и. д. начальника) генерал-майор Ибрагимов, Магомед Чанкаевич

### Начальники штаба дивизии
Должность начальника штаба дивизии введена 1 января 1857 года.
- 01.01.1857 — 23.10.1863 — полковник барон Сталь, Карл Фёдорович
- 06.12.1863 — 26.02.1864 — подполковник Баранов, Александр Евграфович
- 26.02.1864 — хх.хх.1866 — подполковник Защук, Александр Иосифович
- хх.хх.1866 — 24.01.1873 — подполковник (с 30.08.1868 полковник) Цебриков, Михаил Михайлович
- 02.02.1873 — хх.хх.1879 — полковник Шавров, Троадий Васильевич
- 21.04.1879 — 30.04.1890 — подполковник (с 30.08.1879 полковник) Мезенцов, Сергей Николаевич
- 05.05.1890 — 17.01.1896 — полковник Янжул, Николай Иванович
- 27.01.1896 — 29.05.1898 — полковник Ферсман, Евгений Александрович
- 20.06.1898 — 31.07.1900 — полковник Мартос, Николай Николаевич
- 25.08.1900 — 17.04.1904 — полковник Кузнецов, Поликарп Алексеевич
- 12.05.1905 — 29.11.1908 — полковник Зиборов, Вячеслав Иванович[5]
- 05.12.1908 — 07.07.1910 — полковник Мдивани, Захарий Асланович
- 07.07.1910 — 25.11.1913 — полковник Румянцев, Порфирий Алексеевич
- 11.12.1913 — 04.12.1914 — полковник Пархомов, Дмитрий Николаевич
- 06.12.1915 — 10.06.1916 — и. д. подполковник Малеванов, Владимир Львович
- 10.06.1916 — 28.09.1916 — и. д. полковник Дорофеев, Константин Константинович
- 28.09.1916 — 06.08.1917 — полковник (с 06.12.1916 генерал-майор) Непенин, Сергей Яковлевич

### Командиры 1-й бригады
В период с 28 марта 1857 года по 30 августа 1873 года должности бригадных командиров были упразднены.
После начала Первой мировой войны в дивизии была оставлена должность только одного бригадного командира, именовавшегося командиром бригады 13-й пехотной дивизии.
- 10.11.1811 — 06.10.1813 — флигель-адъютант полковник (с 21.11.1812 генерал-майор) Ставицкий, Максим Фёдорович
- хх.хх.1815 — 25.12.1815 — генерал-майор Брежинский, Семён Петрович
- 25.12.1815 — 10.01.1816 — генерал-майор Чичерин, Николай Александрович
- 19.01.1816 — 25.09.1817 — генерал-майор Емельянов, Николай Филиппович
- 25.09.1817 — хх.хх.1818 — генерал-майор Хитрово, Михаил Елисеевич
- 01.01.1819 — 03.05.1827 — генерал-майор Рейбниц, Карл Павлович
- 03.05.1827 — 28.07.1829 — полковник (с 06.12.1827 генерал-майор) Энгельман, Карл Михайлович
- 04.08.1829 — 01.01.1833 — генерал-майор Левандовский, Устин Васильевич
  - 18.10.1831 — 06.01.1832 — командующий полковник Чинчик, Павел Иванович
- 01.01.1833 — 28.01.1836 — генерал-майор Линден, Александр Андреевич
- 28.01.1836 — 17.09.1837 — генерал-майор Булгаков, Фёдор Васильевич
- 17.09.1837 — 25.09.1837 — генерал-майор Свиты Е. И. В. князь Мещерский, Сергей Иванович
- 25.09.1837 — 31.03.1839 — генерал-майор Леман, Николай Михайлович
- 31.03.1839 — 18.05.1839 — командующий генерал-майор Ермолов, Сергей Николаевич
- 18.05.1839 — 10.02.1840 — генерал-майор Белевцов, Дмитрий Николаевич
- 10.02.1840 — 17.02.1842 — генерал-майор Балицкий, Игнатий Семёнович
- 17.02.1842 — 31.12.1843 — генерал-майор Лишев, Александр Иванович
- 31.12.1843 — 12.02.1849 — генерал-майор Дик, Егор Афанасьевич
- 12.02.1849 — 30.04.1849 — генерал-майор Фохт, Карл Иванович
- 30.04.1849 — 08.02.1850 — генерал-майор Крутов, Максим Иванович
- 08.02.1850 — 03.10.1855 — генерал-майор Будберг, Василий Егорович
- 03.10.1855 — 08.01.1856 — генерал-майор Чаплиц, Иустин Адамович
- 13.02.1856 — 17.01.1857 — генерал-майор Будберг, Василий Егорович
- 30.08.1873 — 26.11.1876 — генерал-майор Трубников, Яков Иванович
- 26.11.1876 — 03.12.1876 — генерал-майор Эрнрот, Казимир Густавович
- 03.12.1876 — 26.09.1884 — генерал-майор Гран, Александр Карлович
- 07.10.1884 — 21.02.1886 — генерал-майор Донауров, Алексей Петрович
- 28.02.1886 — 12.09.1886 — генерал-майор Повало-Швейковский, Александр Николаевич
- 12.09.1886 — 09.11.1889 — генерал-майор Филиппов, Владимир Николаевич
- 26.11.1889 — 07.02.1894 — генерал-майор Запорожченко, Пётр Егорович
- 07.02.1901 — 29.04.1904 — генерал-майор Соллогуб, Владимир Устинович
- 10.06.1904 — 12.05.1910 — генерал-майор Сидельников, Владимир Гаврилович
- 12.05.1910 — 19.07.1914 — генерал-майор Лаврентьев, Антон Дмитриевич

### Командиры 2-й бригады
- 10.11.1811 — 26.08.1812[~ 8] — полковник (с 21.11.1812 генерал-майор) Княжнин, Александр Яковлевич
- 31.08.1812 — 10.04.1813 — генерал-майор Талызин, Фёдор Иванович
- 29.08.1814 — 17.06.1815 — генерал-майор Воейков, Алексей Васильевич
- 25.12.1815 — 21.03.1816 — генерал-майор Юшков, Александр Иванович
- 11.05.1816 — 25.09.1817 — генерал-майор Хитрово, Михаил Елисеевич
- 25.09.1817 — 03.07.1826[~ 9] — генерал-майор Энгельгардт, Александр Николаевич
- 22.08.1826 — 14.09.1826 — генерал-майор Бублик, Яков Петрович
- 06.12.1826 — 08.05.1829 — генерал-майор Пинабель, Людвиг Иванович
- 08.05.1829 — 28.09.1832 — генерал-майор Никитин, Михаил Фёдорович
- 28.09.1832 — 05.08.1833 — командующий полковник Литвинов, Александр Наркизович
- 05.08.1833 — 06.05.1835 — генерал-майор Пинабель, Людвиг Иванович
- 06.05.1835 — 17.10.1835 — генерал-майор Потёмкин, Николай Васильевич
- 17.10.1835 — 24.10.1838[6] — генерал-майор Дометти, Александр Карлович
  - 17.10.1835 — 28.11.1835 — командующий полковник Масловский, Фёдор Афанасьевич
- 24.10.1838 — 02.11.1842[7] — генерал-майор Чичагов, Родион Александрович
  - 30.09.1842 — 02.11.1842 — командующий полковник Губарев, Василий Васильевич
- 04.11.1842 — 15.11.1842 — генерал-майор Бойко, Андрей Филиппович
- 15.11.1842 — 17.09.1847[8] — генерал-майор Румянцев, Павел Петрович
  - 13.08.1844 — 15.09.1844 — командующий генерал-майор Губарев, Василий Васильевич
  - 19.01.1845 — 01.05.1846 — командующий полковник Артамонов, Павел Петрович
- 17.09.1847 — 11.10.1847 — генерал-майор Щелканов, Александр Семёнович
- 11.10.1847 — 06.01.1850 — генерал-майор Устругов, Тимофей Васильевич
- 06.01.1850 — 13.02.1854 — генерал-майор Ковалевский, Пётр Петрович
- 17.02.1854 — 08.03.1857 — генерал-майор Бруннер, Андрей Осипович
- 30.08.1873 — 01.11.1876 — генерал-майор Яновский, Василий Иванович
- 01.11.1876 — хх.хх.1878 — генерал-майор Высоцкий, Николай Фёдорович
- хх.хх.1878 — 11.05.1878[9] — генерал-майор фон Витте, Август Карлович
- 23.06.1878 — 25.08.1890 — генерал-майор Горданов, Сакердон Алексеевич
- 04.09.1890 — 25.11.1891 — генерал-майор Зарубаев, Николай Платонович
- 26.11.1891 — 14.02.1894[10] — генерал-майор Смирнов, Виктор Григорьевич
- 14.03.1894 — 19.07.1895 — генерал-майор Ватропин, Александр Иванович
- 19.07.1895 — 10.05.1897 — генерал-майор фон Энден, Пётр Петрович
- 13.05.1897 — 20.10.1901 — генерал-майор Климович, Феликс Антонович
- 04.12.1901 — 27.11.1904 — генерал-майор Четыркин, Николай Николаевич
- 02.12.1904 — 05.05.1906 — генерал-майор Плешков, Фёдор Емельянович
- 05.06.1906 — 21.06.1908[11] — генерал-майор Давыдов, Иван Николаевич
- 10.07.1908 — 23.07.1912 — генерал-майор Думбадзе, Иван Антонович
- 23.07.1912 — 06.11.1912 — генерал-майор Тишин, Сергей Сергеевич
- 06.11.1912 — 03.01.1915 — генерал-майор Микулин, Иосиф Александрович
- 03.01.1915 — 01.05.1916 — генерал-майор Лихачёв, Гавриил Александрович
- 03.05.1916 — 05.05.1917 — полковник Дженеев, Дмитрий Дмитриевич
- 06.05.1917 — 11.02.1918 — полковник Тищинский, Николай Александрович
- 11.02.1918 — хх.хх.1918 — (вр.и.д.) генерал-майор Ангуладзе, Георгий Бежанович

### Командиры 3-й бригады
В 1833 3-я бригада была расформирована.
- 19.03.1812 — 29.08.1814 — полковник (с 21.11.1812 генерал-майор) Воейков, Алексей Васильевич
- 31.08.1815 — 11.12.1816 — генерал-майор Кологривов, Алексей Семёнович
- 12.12.1816 — 12.07.1817 — генерал-майор Тимофеев, Василий Иванович
- 12.07.1817 — 11.12.1819 — генерал-майор Экельн, Филипп Филиппович
- 12.12.1819 — 27.03.1829 — генерал-майор барон Розен, Роман Фёдорович
- 27.03.1829 — 08.05.1829 — командующий генерал-майор Никитин, Михаил Фёдорович
- 08.05.1829 — 05.08.1833 — генерал-майор Пинабель, Людвиг Иванович

### Помощники начальника дивизии
В период с 28 марта 1857 года по 30 августа 1873 года помощники начальника дивизии фактически являлись бригадными командирами.
- 28.03.1857 — 18.01.1859 — генерал-майор Васмунд, Роберт Карлович
- 18.01.1859 — хх.хх.хххх — генерал-майор Соболевский, Пётр Львович
- хх.хх.хххх — 08.02.1861[12] — генерал-майор Бибиков, Дмитрий Сергеевич
- 23.04.1861 — 01.08.1861 — генерал-майор Эггер, Артур Фёдорович
- 01.08.1861 — хх.хх.1866 — генерал-майор Сабашинский, Адам Осипович
- хх.хх.1866 — 30.08.1873[13] — генерал-майор Трубников, Яков Иванович

### Командиры 13-й артиллерийской бригады
Номер в наименовании артиллерийской бригады изменялся параллельно с номером пехотной дивизии, к которой бригада была приписана.
До 1875 г. должности командира артиллерийской бригады соответствовал чин полковника, а с 17 августа 1875 г. - чин генерал-майора.
- 28.10.1811 — 27.05.1813 — полковник Арапетов, Павел Иванович
- 27.05.1813 — хх.хх.1815 — полковник Левшин, Иван Григорьевич
- хх.хх.1815 — 02.05.1816 — полковник Дельден
- 02.05.1816 — 21.04.1817 — полковник Саблин, Яков Иванович
- 14.06.1817 — 22.07.1817 — полковник Браамс, Александр Иванович
- 22.07.1817 — 25.09.1817 — подполковник Дитерихс, Александр Иванович
- 25.09.1817 — хх.05.1826 — полковник (с 27.04.1826 генерал-майор) Перрен, Пётр Яковлевич
- 16.06.1826 — 06.08.1831 — полковник Бирюлин, Александр Филиппович
- 06.08.1831 — 22.06.1839 — полковник (с 26.03.1839 генерал-майор) Ивин, Владимир Петрович
- 22.06.1839 — 09.02.1843 — полковник (с 16.04.1841 генерал-майор) Цебриков, Владимир Иванович
- 09.02.1843 — 08.11.1852 — полковник (с 03.04.1849 генерал-майор) Мейер, Карл Карлович
- 06.12.1852 — 04.08.1859 — полковник (с 08.09.1855 генерал-майор) Тигерстедт, Аксель Фёдорович
- 04.08.1859 — хх.хх.1865 — полковник Потресов, Николай Егорович
- 03.11.1865 — 19.04.1868 — полковник Коль, Карл Германович
- 19.04.1868 — 10.03.1880 — полковник (с 30.08.1875 генерал-майор) Сухомлин, Николай Моисеевич
- 23.03.1880 — 30.07.1894 — генерал-майор Промтов, Николай Дмитриевич
- 09.08.1894 — 30.12.1896 — генерал-майор Литвинов, Алексей Павлович
- 30.12.1896 — 30.01.1900 — генерал-майор Сынгаевский, Николай Никифорович
- 17.02.1900 — 19.12.1905[15] — полковник (с 01.01.1901 генерал-майор) Ляпунов, Сергей Николаевич
- 17.01.1906 — 30.05.1906[16] — генерал-майор Осипов, Георгий Васильевич[17]
- 20.06.1906 — 16.01.1909 — генерал-майор Грибунин, Илья Петрович
- 16.01.1909 — 16.01.1914 — генерал-майор Злобин, Иван Михайлович
- 23.01.1914 — 13.05.1916 — генерал-майор Пилкин, Константин Константинович
- 13.05.1916 — 10.07.1916 — генерал-майор Гуржин, Михаил Васильевич
- 10.07.1916 — 12.08.1917 — полковник (с 19.10.1916 генерал-майор) Шепелев, Павел Васильевич
- 12.08.1917 — 31.01.1918 — генерал-майор Геринг, Эдуард Эдуардович

## Комментарии
1. ↑  Тяжело ранен в сражении при Лейпциге, умер от ран 21.10.1813.
2. ↑  Тяжело ранен в сражении при Ла-Ротьере.
3. ↑  Одновременно оставался в должности командира 1-й бригады 10-й пехотной дивизии
4. ↑  Умер в должности. Высочайшим приказом от 20.09.1831 исключен из списков умершим.
5. ↑  В 1842 — 1846 годах г-л. С. Г. Соболевский неоднократно принимал должность командующего 5-м пехотным корпусом, в связи с чем не мог исполнять обязанности начальника дивизии.
6. ↑  Умер в должности. Высочайшим приказом от 02.11.1847 исключен из списков умершим.
7. ↑  Смертельно ранен при штурме Карса 17.09.1855. Скончался 21.09.1855. Исключен из списков умершим от ран 25.12.1855.
8. ↑  Тяжело ранен в Бородинском сражении.
9. ↑  Умер в должности. Высочайшим приказом от 03.07.1826 исключен из списков умершим.